# Le Train de 6 heures 39
Pour plus de détails, voir Fiche technique et Distribution.
Le Train de 6 heures 39 (titre original : Excuse Me) est un film muet américain réalisé par Alfred J. Goulding, sorti en 1925.

## Synopsis
Le jeune Harry Mallory est un officier de marine fiancé à Marjorie, une fille de la bonne société, qu'il espère épouser dès que possible. Il reçoit l'ordre de se présenter immédiatement pour un embarquement à destination des Philippines. Marjorie décide de l'accompagner et Harry, pensant que les îles sont l'endroit idéal pour une lune de miel, demande à Marjorie de l'épouser sans perdre de temps. Elle finit par accepter. Après s'être rendus au bureau de l'état-civil, ils cherchent un pasteur pouvant les marier religieusement et embarquent dans un train pour San Francisco où ils doivent embarquer pour les îles.

## Fiche technique
- Titre : Le Train de 6 heures 39
- Titre original : Excuse Me
- Réalisation : Alfred J. Goulding
- Scénario : Rupert Hughes
- Photographie : John W. Boyle
- Direction artistique : Cedric Gibbons
- Production : Metro-Goldwyn Pictures Corporation
- Durée : 60 minutes
- Pays de production : États-Unis
- Couleur : Noir et Blanc
- Format : 1,33 : 1
- Son : muet
- Date de sortie :
  - États-Unis : 19 janvier 1925

## Distribution
- Norma Shearer : Marjorie Newton
- Conrad Nagel : Harry Mallory
- Renée Adorée : Francine
- Walter Hiers : Porter
- John Boles : Lt. Shaw
- Bert Roach : Jimmy Wellington
- William V. Mong : Rev. Dr. Temple
- Edith Yorke : Mme. Temple
- Gene Cameron : Lt. Hudson
- Fred Kelsey : George Ketchem
- Paul Weigel : le révérend Job Wales
- Mai Wells :  Mme. Job Wales

Acteurs non crédités
- Lassie Lou Ahern : petit rôle
- Peggy Ahern : petit rôle
- Jack Edwards : petit garçon
- Kasha Haroldi : petit rôle
- Evelyn Pierce : petit rôle
- Dick Sutherland : petit rôle